# Alnus alnobetula
Alnus alnobetula är en björkväxtart som först beskrevs av Dominique Chaix, och fick sitt nu gällande namn av Dc. Alnus alnobetula ingår i släktet alar, och familjen björkväxter.
Alnus alnobetula har gröna blad som är 5 till 8 cm långa. Växten planteras med fördel i släntar för att motverka erosion.
Arten förekommer i stora delar av den norra tempererade zonen i Eurasien och Nordamerika. Den växer i låglandet och i bergstrakter upp till 2100 meter över havet. Exemplaren är utformad som buske eller träd som når en höjd mellan 3 och 12 meter. Arten har lätt att etablera sig i tillfälliga ödemarker. Jorden behöver inte vara lika fuktig som för andra släktmedlemmar. Alnus alnobetula hittas ofta vid vattendrag.
Växten drabbas ofta av svampar som Phytophthora alni som medför exemplarens död. I norra Asien påverkas beståndet av husdjur som gnager på barken. Hela populationen anses vara stabil. IUCN listar arten som livskraftig (LC).

## Underarter
Arten delas in i följande underarter:
- A. a. crispa
- A. a. fruticosa
- A. a. sinuata
- A. a. suaveolens
- A. a. viridis

## Bildgalleri

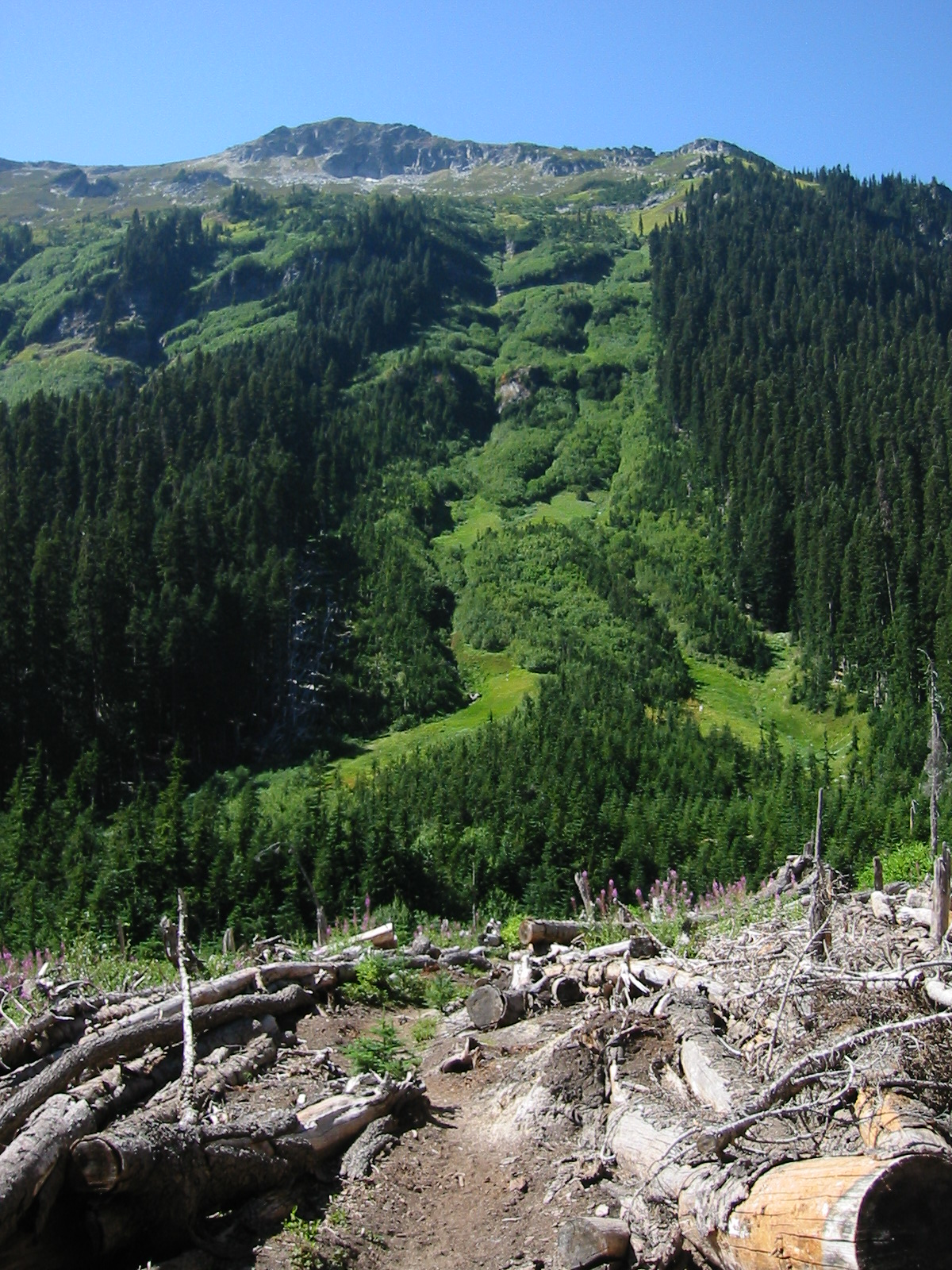